# Play It Straight
Play It Straight är det tredje studioalbumet från den danska gruppen Laid Back.

## Låtförteckning
1. Ice Cream Baby 4:11
2. White Man 4:58
3. Don't Run From Your Shadow 4:12
4. I'm Hooked 2:57
5. One Life 3:20
6. Abu-Dhabi 4:55
7. Play It Straight 4:14
8. Do You Know What It's All About 3:53
9. C.C. Cool 5:34